# Брюстер (Небраска)
Брюстер (англ. Brewster) — селище (англ. village) в США, в окрузі Блейн штату Небраска. Населення — 12 осіб (2020).

## Географія
Брюстер розташований за координатами 41°56′18″ пн. ш. 99°51′54″ зх. д. / 41.93833° пн. ш. 99.86500° зх. д. (41.938271, -99.864985).  За даними Бюро перепису населення США в 2010 році селище мало площу 0,23 км², уся площа — суходіл.

## Демографія
Згідно з переписом 2010 року, у селищі мешкало 17 осіб у 8 домогосподарствах у складі 6 родин. Густота населення становила 74 особи/км².  Було 21 помешкання (92/км²).
Расовий склад населення:
| - 100,0 % — білих |

До двох чи більше рас належало 0,0 %. Частка іспаномовних становила 0,0 % від усіх жителів.
За віковим діапазоном населення розподілялося таким чином: 17,6 % — особи молодші 18 років, 41,2 % — особи у віці 18—64 років, 41,2 % — особи у віці 65 років та старші. Медіана віку мешканця становила 61,8 року. На 100 осіб жіночої статі у селищі припадало 142,9 чоловіків;  на 100 жінок у віці від 18 років та старших — 100,0 чоловіків також старших 18 років.
Цивільне працевлаштоване населення становило 1 осіб. Основні галузі зайнятості: транспорт — 100,0 %.